# Légation apostolique de Ferrare (1598-1796)
Pour les articles homonymes, voir Légation de Ferrare.
La légation de Ferrare est une subdivision administrative des États pontificaux instituée en 1598 par le pape Clément VIII, à la suite de la dévolution du duché de Ferrare au Saint-Siège.

## Extension
Dans sa conformation définitive, la légation confinait au nord avec la République de Venise, à l’est avec la Mer Adriatique, au sud avec la légation de Romagne, à l’ouest avec la légation de Bologne et le duché de Modène.
Faisaient aussi partie de la légation sept communes romagnoles, dont les territoires ainsi formés prenaient le nom de Romandiola.
- Lugo,
- Bagnacavallo,
- Cotignola,
- Sant'Agata sul Santerno,
- Massa Lombarda,
- Conselice,
- Fusignano (dont le territoire comprenait le centre habité d’Alfonsine)

## Source de traduction
- (it) Cet article est partiellement ou en totalité issu de l’article de Wikipédia en italien intitulé « Legazione di Ferrara (1598-1796) » (voir la liste des auteurs) le 11/07/2012.